# Tête de l'Estrop
La Tête de l'Estrop (2.961 m s. n. m.) es la montaña más alta de los Alpes de Provenza en los Alpes franceses. Domina el departamento de los Alpes de Alta Provenza y el valle del Bléone, río que nace a los pies de la Tête de l'Estrop.
El vuelo 9525 de Germanwings se estrelló contra el de manera deliberada por parte de su primer oficial (copiloto) en el 24 de marzo del 2015. 

## Clasificación SOIUSA
Según la clasificación SOIUSA, Tête de l'Estrop pertenece:
- Gran parte: Alpes occidentales
- Gran sector: Alpes del sudoeste
- Sección: Alpes y Prealpes de Provenza
- Subsección: Alpes de Provenza
- Supergrupo: Cadena Séolane-Estrop-Caduc-Blanche
- Grupo: Macizo Grande Séolane-Trois Évêques-Estrop
- Subgrupo: Grupo de la Tête de l'Estrop
- Código: I/A-3.1-A.1.b/a